# Mähl (Familienname)
Mähl ist ein deutscher Familienname.

## Herkunft und Bedeutung
Der Familienname Mähl beruht auf dem lateinischen Wort „molina“ für Mühle.
Ähnlich wie die verwandten Familiennamen „Mählmann“, „Möhl“, „Möhle“, „Möhlmann“ u. ä., bezieht sich der Familienname Mähl auf die von den Römern in Germanien eingeführte Mühle, die zunächst als Wassermühle, später überwiegend als Windmühle Verbreitung fand.
Je nach Auslegung kann dieser Familienname auf den Beruf als Müller, gelegentlich auch Müller- oder Mahlknecht, oder die Wohnstätte „bei der Mühle wohnend“ deuten.
Aus den jeweiligen Wörtern für Mühle im althochdeutschen: muli(n), mittelniederdeutschen: mol(e) oder den noch heute in Teilen des nördlichen Deutschland gebräuchlichen niederdeutschen Wörtern: mäl, möl, meul, mole wurde der Familienname Mähl abgeleitet.
- Etymologie:	Berufsname / Wohnstättenname
- Kulturkreis: 	althochdeutsch, mittelniederdeutsch, niederdeutsch

## Verbreitung

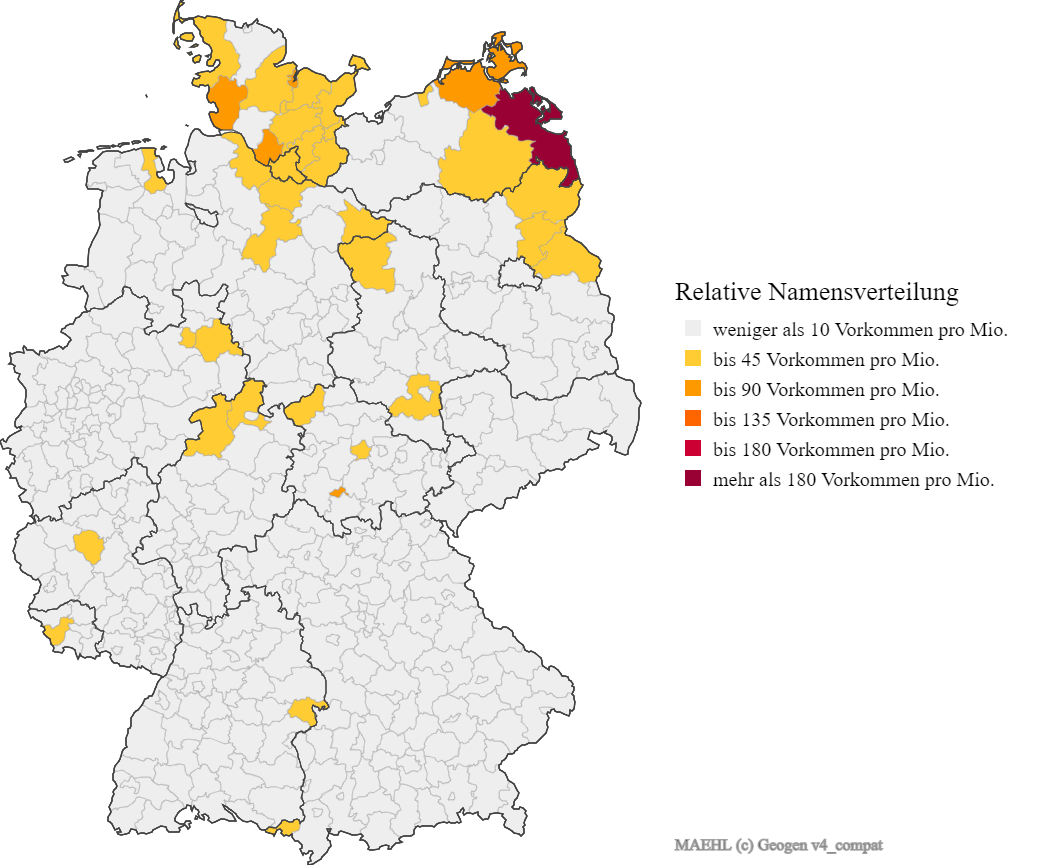
Verbreitung des Familiennamens Mähl in Deutschland (relativ)

Das Verbreitungsgebiet des Familiennamens Mähl liegt überwiegend im norddeutschen Raum, insbesondere nördlich der Elbe mit einem deutlichen Schwerpunkt in Mecklenburg-Vorpommern, gefolgt von Schleswig-Holstein. In der absoluten Betrachtung finden sich die meisten Familien mit dem Namen Mähl heute in Schleswig-Holstein. Nach Süden hin nimmt die Verbreitung deutlich ab und verschwindet in Bayern fast gänzlich. Das Nord-Süd-Gefälle erklärt sich durch die Herleitung des Familiennamens Mähl aus dem Niederdeutschen. Vorkommen des Familiennamens Mähl außerhalb des niederdeutschen Sprachraums erklären sich durch Abwanderung aus dem niederdeutschen Sprachraum.

## Varianten
- Maehl

## Namensentwicklung
Der Familienname Mähl hat sich erst im Laufe der Jahrhunderte zu der heutigen Schreibweise entwickelt. „Etwa ab dem 16. Jh. trat im niederdt. Raum, mit Zentrum in Mecklenburg, ein Wandel von ö zu ä ein. D.h. ein Mähl war früher mal ein Möhl.“
Exemplarisch darstellen lässt sich diese Namensentwicklung an der Bauernfamilie Mähl, die seit 1593 in Eidelstedt (heute zu Hamburg) ansässig ist (jeweils die männliche Line / Hofinhaber):
- 1593 J. Möhle
- 1625 P. Möhle
- 1648 C. Möll
- 1674 P. Möhl
- 1726 C. Mähl

von da an durchgehend Mähl genannt

## Namensträger
Mähl ist der Familienname u. a. folgender Personen:
- Albert Mähl (1893–1970), deutscher Schriftsteller und Journalist
- Andreas Mähl (* 1961), deutscher Fußballspieler
- Eva Mähl (* 1965), deutsche Fernsehmoderatorin und Schauspielerin
- Gustav Mähl (1789–1833), deutscher Chemiker und Pharmazeut
- Hans-Joachim Mähl (1923–2001), deutscher Literaturwissenschaftler und Novalis-Experte
- Joachim Mähl (1827–1909), plattdeutscher Dichter und Lehrer